# Замкнутый круг (фильм, 1977)
«Замкнутый круг» (англ. Full Circle), также известен как «Одержимость Джулии» (англ. The Haunting of Julia), — канадско-британский сверхъестественный фильм ужасов 1977 года, снятый режиссёром Ричардом Лонкрейном. Главную роль исполнила Миа Фэрроу. Сценарий фильма основан на романе «Джулия» Питера Страуба, в котором рассказывается о женщине, преследуемой после смерти дочери мстительным призраком молодой девушки в её новом доме.

## Сюжет
Джулия Лофтинг — американка, живущая в Лондоне со своим мужем Магнусом и их маленькой дочерью Кейт. Однажды утром во время завтрака Кейт начинает задыхаться. Не в силах избавиться от пищи, Джулия пытается выполнить трахеотомию, в результате чего Кейт истекает кровью до смерти. Смерть Кейт заставляет Джулию оставить Магнуса, так как их брак и без того был несчастливым. Джулия переезжает в большой, полностью меблированный дом в Холланд-парке. Джулия обнаруживает там комнату на втором этаже, в которой находятся вещи ребёнка. Вскоре после переезда Джулия начинает подозревать, что Магнус тайком наведывается в дом. В парке Джулия видит девочку, которую она принимает за Кейт, но ребёнок исчезает. В доме начинают происходить необычные вещи: раздаются странные звуки, а приборы включаются сами по себе. Позже Джулия снова видит девочку в парке и находит изуродованную черепаху и нож там, где она стояла.
Одинокая, Джулия собирает друзей в своём новом доме, в том числе сестру Магнуса, Лили. Лили приводит с собой миссис Флад, медиума, которая предлагает им провести сеанс. Джулия колеблется, но соглашается участвовать. Во время сеанса миссис Флад пугается и говорит Джулии немедленно покинуть дом. Мгновение спустя одна из подруг Лили падает с лестницы, прежде чем миссис Флад успевает объяснить, что она видела. Позже миссис Флад сообщает Джулии, что у неё было видение мальчика, истекающего кровью в парке.
На следующий день, пока Джулии не было дома, туда проникает Магнус. Он что-то замечает и следует за этим в подвал, где падает с лестницы, смертельно перерезая себе горло о разбитое зеркало. Задаваясь вопросом о прошлых жителях дома, Джулия узнаёт от соседки, что когда-то он принадлежал Хизер Радж, которая переехала после смерти своей дочери Оливии. При дальнейшем расследовании Джулия обнаруживает статью о Джеффри Брейдене, маленьком мальчике, который был убит в парке в 1940-х годах. Джулия навещает мать Джеффри, Грету, которая говорит, что за это преступление был казнён бродяга, но она считает, что её сына убили дети в парке. Грета утверждает, что его убийство было преступлением на почве ненависти, мотивированным тем фактом, что Джеффри был немцем. Она говорит, что следила за жизнью детей, которые были в парке с Джеффри в тот день, и просит Джулию навестить оставшихся двоих, теперь взрослых: капитана Пола Уинтера и Дэвида Свифта.
Первым Джулия навещает Уинтера. Но когда она спрашивает о Джеффри, он просит её уйти. Затем она навещает Свифта, алкоголика, который признаётся, что Оливия имела садистскую власть над ним и другими детьми: он говорит Джулии, что Оливия научила их сексу и заставила каждого из них совершить ритуальное убийство животного. Он рассказал также об убийстве Джеффри, которое было организовано Оливией: она заставила других мальчиков держать его, пока душила его с помощью пальто. После его смерти Оливия использовала перочинный нож, чтобы кастрировать его. Вскоре после того, как Джулия покидает квартиру Свифта, он поскальзывается на разбитой бутылке на лестничной клетке и разбивается насмерть. Тем временем Джулия рассказывает своему другу Марку, торговцу антиквариатом, о том, что она обнаружила, но он ей не верит. В тот вечер его убивает электрическим током лампа, упавшая в его ванну.
Джулия навещает мать Оливии, Хизер, в психиатрической лечебнице. Хизер признается, что задушила Оливию после того, как узнала об убийстве Джеффри, и настаивает на том, что Оливия была злой. Уходя, Джулия оглядывается через плечо на миссис Радж, которая видит глаза Оливии и умирает от сердечного приступа, вызванного испугом. Джулия возвращается домой, где она становится свидетелем появления Оливии, сначала в зеркале ванной, а затем в гостиной, играя с любимой игрушкой-клоуном Кейт, стучащей тарелками Джулия берёт игрушку у Оливии, обнимает её и просит остаться. Она продолжает обнимать Оливию, но ей перерезают горло острыми краями игрушки. Рухнув в кресло, Джулия истекает кровью до смерти.

## В ролях
- Миа Фэрроу — Джулия Лофтинг
- Кир Дулли — Магнус Лофтинг
- Том Конти — Марк Беркли
- Джилл Беннетт[англ.] — Лили Лофтинг
- Робин Гэммел[англ.] — Дэвид Свифт
- Кэтлин Несбитт — Хизер Радж
- Анна Винг — Роза Флад
- Эдвард Хардвик[англ.] — Пол Уинтер
- Мэри Моррис[англ.] — Грета Брейден
- Полин Джеймсон — Клаудия Бранскомб
- Артур Говард[англ.] — Пигготт
- Питер Саллис — Джеффри Бранском
- Дамарис Хейман[англ.] — мисс Пиннер
- Софи Уорд — Кейт Лофтинг
- Хильда Фенемор[англ.] — Кэтрин
- Найджел Хейверс[англ.] — агент по недвижимости
- Саманта Гейтс — Оливия Радж
- Денис Лилл[англ.] — врач
- Джулиан Феллоуз — библиотекарь
- Майкл Билтон[англ.] — продавец
- Ивонн Эджелл — племянница миссис Флад
- Роберт Фаррант — администратор
- Оливер Магуайр — медсестра
- Сьюзан Порретт — миссис Уорд

## Релиз
Хотя первоначально фильм планировался к прокату с названием «Одержимость Джулии», впервые он был представлен на Кинофестивале в Сан-Себастьяне, Испания) 11 сентября 1977 года и на Кинофестивале в Авориазе, Франция, в 1978 году под названием «Замкнутый круг». Премьера фильма состоялась в Великобритании 4 мая 1978 года, а в Канаде — 19 мая 1978 года.
В Соединённых Штатах фильм был выпущен под Фильм «Одержимость Джулии», премьера состоялась в Нью-Йорке 29 мая 1981 года. Впоследствии показан в Сан-Франциско 1 июля и Бостоне 2 октября. В Соединённых Штатах фильм провалился в прокате.

## Критика
После премьеры фильма на Кинофестивале в Сан-Себастьяне в The Guardian отметили: «Некоторые технические детали первоклассны, как и многие второстепенные актёры (понравится ли вам Миа Фэрроу или нет — дело вкуса). Но фильм был бы более интересным, если бы главным героем была одержимая женщина, а не молчаливое зло из могилы». Кинокритик Дерек Малкольм похвалил игру Фэрроу в фильме, а также операторскую работу и атмосферу. В Variety отметили, что у фильма «довольно жесткий сценарий, который, по крайней мере, в первой половине, красиво создает пугающую напряженность. Игра Мии Фэрроу, по их мнению, чем-то напоминает её в „Ребёнке Розмари“, ну а достаточно сверхъестественных атрибутов, порадуют тех, кто увлечен оккультизмом».
Том Милн из The Observer напротив назвал фильм предсказуемым, а угрюмая атмосфера, созданная режиссёром, по его мнению, совсем не помогла. Элизабет Смит из Montreal Gazette оценила выступление Фэрроу как «мучительное», добавив, что «напряжение сильно повсюду, никогда не ослабевает или не даёт отдохнуть… вы покинете фильм без всяких эмоций. Это пугающий фильм». Джанет Маслин из The New York Times также не была впечатлена фильмом, написав, что он «умудряется использовать все мыслимые клише фильмов ужасов и имеет очень мало смысла, практически не вызывает страха, а ракурсы камеры дают предварительные подсказки к нескольким пугающим эпизодам, которые становятся скучными».

## Награды и номинации
| Год  | Премия                   | Категория                  | Номинант         | Результат | Ист.   |
| ---- | ------------------------ | -------------------------- | ---------------- | --------- | ------ |
| 1978 | Кинофестиваль в Авориазе | Гран-при                   | Ричард Лонкрейн  | Победа    | [ 15 ] |
| 1982 | «Сатурн»                 | Лучший международный фильм | «Замкнутый круг» | Номинация | [ 16 ] |
| 1982 | «Сатурн»                 | Лучшая музыка              | Колин Таунз      | Номинация | [ 16 ] |